# گروه (ریاضیات)
در ریاضیات، یک گروه، مجموعه ای است مجهز به عمل دوتایی، به گونه‌ای که این عمل دوتایی هر دو عنصر را که با هم ترکیب کند، عنصر سومی ایجاد کرده، به گونه ای که چهار شرط اصول موضوعه ای گروه ها را ارضاء کند. این اصول شامل بسته بودن، شرکت پذیری، همانی و معکوس پذیری می باشد. یکی از آشنا ترین مثال از گروه ها مجموعه اعداد صحیح با در نظر گرفتن عمل جمع می باشد. گروه ها در قلمروهای متنوعی در داخل و خارج از ریاضیات مشاهده می شوند و کمک کرده تا بر روی جنبه های ساختاری تمرکز شود.
گروه‌ها ارتباط بنیادینی با مفهوم تقارن دارند. به عنوان مثال در یک گروه تقارنی، ویژگی های تقارن هندسی یک شیء کدگذاری شده است: گروه شامل مجموعه تبدیل هاییست که خود شئ را دستکاری نمی کنند، اعمال دو عدد از این گونه تبدیل ها به طور پیاپی در حقیقت همان عمل ضرب گروهی آن دو عمل بوده که معادل با یک عمل سوم دیگری می شود (ممکن است آن عمل با یکی از همان دو عمل یکی شود، که در حالتی پیش می آید که یکی از آن دو تبدیلات، تبدیل همانی باشد). گروه های لی، گروه های تقارنی هستند که در مدل استاندارد فیزیک ذرات بنیادی از آن ها استفاده شده است؛ گروه های پوانکاره نیز نوعی گروه لی هستند که می توانند تقارن های فیزیکی نظریه نسبیت خاص را بیان کنند و از گروه های نقطه ای برای رسیدن به درک بهتری از پدیده تقارن ملکولی در شیمیایی کمک گرفته می شود. 
مفهوم گروه از مطالعه ی معادلات چند جمله ای اواریسته گالوا در دهه ۱۸۳۰ سر برآورد. بعد از کمک هایی که شاخه های دیگر ریاضی چون نظریه اعداد و هندسه جبری کردند، مفهوم گروه تعمیم پیدا کرده و در حدود ۱۸۷۰ میلادی مستحکم گشت. نظریه گروه مدرن، که یک شاخه فعال ریاضیات است، خود گروه ها را به صورت محض مورد مطالعه قرار می دهند.[a] ریاضیدانان برای کاوش بیشتر در گروه ها، مفاهیم مختلفی را ایجاد نمودند تا گروه ها را به قطعات کوچکتری مثل زیرگروه ها، گروه های خارج قسمتی و گروه های ساده بشکنند تا بهتر بتوان آن ها را مطالعه نمود. نظریه گروه دانان، علاوه بر مطالعه خواص مجرد گروه ها، گروه ها را از طرق ملموس دیگری نیز توصیف کرده اند، مثل توصیف گروه از دیدگاه نظریه نمایش (یعنی از طریق نمایش های دیگر گروه) و نظریه محاسباتی گروه ها. یک نظریه برای گروه های متناهی توسعه یافته است، که اوج آن دسته بندی گروه های ساده متناهی می باشد. این نظریه در سال ۲۰۰۴ میلادی تکمیل گشته است.[aa] از اواسط دهه ۱۹۸۰، نظریه گروه های هندسی، که به مطالعه گروه های متناهیاً تولید شده می پردازد، تبدیل به شاخه فعالی در نظریه گروه ها شده است. 

## مثال
آشناترین مثال برای یک گروه اعداد صحیح همراه با عمل جمع معمولی است.
1. مجموع هر دو عدد صحیح یک عدد صحیح است پس اعداد صحیح تحت جمع بسته است.
2. فرض کنید a, b, c اعداد صحیح باشند. در این صورت جمع a+b با c برابر است با جمع a با b+c و بنابراین مجموعهٔ اعداد صحیح تحت جمع شرکت پذیر است.
3. همانی جمع صفر است. حاصل جمع هر عدد صحیح با صفر،خودش می‌شود.
4. وارون جمعی هر عدد صحیح، منفی آن است.

## مفاهیم پایه‌ای

### زیرگروه
زیرگروه به زبان ساده، گروهی است که زیرمجموعهٔ یک گروه بزرگتر است. به زبان دقیق‌تر، فرض کنید G یک گروه و H زیرمجموعهٔ G باشد. H را زیرگروه G می‌گوییم هرگاه تحدید دامنهٔ عمل دوتایی G به H خود شرایط گروه را برآورده سازد.

### همریختی گروه‌ها
هم‌ریختی گروه‌ها تابعی است که ساختار گروه را حفظ می‌کند. به زبان دقیق‌تر، تابع {\displaystyle \alpha :G\to H} یک همریختی بین دو گروه {\displaystyle (G,*)} و {\displaystyle (H,\star )} است هرگاه داشته باشیم:
{\displaystyle \forall a,b\in G\rightarrow \alpha (a*b)=\alpha (a)\star \alpha (b)}

### همدسته
گروه G و زیرگروه H را در نظر بگیرید. رابطه {\displaystyle \sim _{H}} را روی G به این صورت تعریف می‌کنیم:
{\displaystyle x\sim _{H}y\leftrightarrow \ \exists h\in H\ ;\ x=yh}
این رابطه بر روی G یک رابطهٔ هم‌ارزی است و G را به رده‌های هم‌ارزی افراز می‌کند. هر ردهٔ هم ارزی را یک همدستهٔ چپ H می‌گویند. کلاس هم‌ارزی شامل عنصر x به این صورت خواهد بود:
{\displaystyle \{xh\ ;\ h\in H\}}
همدسته‌های راست نیز به طور مشابه با ضرب عنصری از H از طرف دیگر تعریف می‌شوند.

## تعمیم ها
| ساختارهای شبیه گروه | ساختارهای شبیه گروه | ساختارهای شبیه گروه | ساختارهای شبیه گروه | ساختارهای شبیه گروه | ساختارهای شبیه گروه |
| | کلیα                | شرکت‌پذیری           | همانی               | معکوس‌پذیری          | جابجاپذیری          |
| --- | ------------------- | ------------------- | ------------------- | ------------------- | ------------------- |
| نیم-گروهوار | Х                   | ✓                   | Х                   | Х                   | Х                   |
| رسته کوچک | Х                   | ✓                   | ✓                   | Х                   | Х                   |
| گروهوار | Х                   | ✓                   | ✓                   | ✓                   | Х                   |
| ماگما | ✓                   | Х                   | Х                   | Х                   | Х                   |
| شبه گروه | ✓                   | Х                   | Х                   | ✓                   | Х                   |
| مگامای یکه | ✓                   | Х                   | ✓                   | Х                   | Х                   |
| لوپ | ✓                   | Х                   | ✓                   | ✓                   | Х                   |
| نیم-گروه | ✓                   | ✓                   | Х                   | Х                   | Х                   |
| نیم-گروه معکوس | ✓                   | ✓                   | Х                   | ✓                   | Х                   |
| تکوار | ✓                   | ✓                   | ✓                   | Х                   | Х                   |
| تکوار جابجایی | ✓                   | ✓                   | ✓                   | Х                   | ✓                   |
| گروه | ✓                   | ✓                   | ✓                   | ✓                   | Х                   |
| گروه آبلی | ✓                   | ✓                   | ✓                   | ✓                   | ✓                   |
| ^ بستار، که در بسیاری از منابع استفاده شده است، اصول موضوعه ای معادل با کلی بودن (totality) است، هرچند به صورت متفاوتی تعریف شده است. |                     |                     |                     |                     |                     |

در جبر مجرد، ساختار های عمومی تری تعریف شدند که هر کدام برخی از اصول موضوعه های گروه ها را بر می دارند (یعنی ضعیف تر هستند، بجز یکی از آن ها که شرط قوی تری دارد، یعنی گروه های آبلی). به عنوان مثال، اگر شرط وجود عضو معکوس را برداریم به ساختار مونوید می رسیم. اعداد طبیعی {\displaystyle \mathbb {N} } (شامل صفر) تحت جمع یک مونوئید تشکیل می دهد، همینطور اعداد صحیح ناصفر تحت ضرب نیز یک مونوید تشکیل می دهند {\displaystyle (\mathbb {Z} \setminus {0})} به جدول نگاه کنید. روش کلی وجود دارد که به طور صوری عضو های معکوس را به هر مونوید آبلی اضافه می کند، دقیقا همانگونه که {\displaystyle (\mathbb {Q} \setminus {0})} از {\displaystyle (\mathbb {Z} \setminus {0})} ساخته می شود. این فرآیند ساخت گروه از مونوید آبلی را گروه گروتندیک می گویند. گروه واره ها مشابه گروه ها هستند با این تفاوت که ترکیب دو عنصر یعنی {\displaystyle a\bullet b} برای تمام {\displaystyle a} و {\displaystyle b} ها تعریف نشده است. این موجودات در مطالعه فرم های پیچیده ی تقارنی که در ساختار های توپولوژی و تحلیلی وجود دارند ظاهر می گردند، مثل گروه واره های بنیادی یا استک ها. در نهایت، امکان تعمیم هر کدام از مفاهیم با جایگزینی عمل دوتایی با یک عمل n-تایی وجود دارد (یعنی یک عمل که {\displaystyle n} تا ورودی داشته باشد). با تعمیمات مناسب اصول موضوعه های گروه، می توان گروه n-تایی ساخت  . جدول فوق لیستی است از چندین ساختار که هر کدام به نوعی گروه ها را تعمیم می دهند.

## ارجاعات
1. ↑  Herstein 1975, §2, p. 26
2. ↑  Hall 1967, §1.1, p. 1: "The idea of a group is one which pervades the whole of mathematics both pure and applied."
3. ↑  Mac Lane 1998
4. ↑  Denecke & Wismath 2002
5. ↑  Romanowska & Smith 2002
6. ↑  Dudek 2001